# Otto Harder
Otto Harder (Braunschweig, 25 november 1892 – Hamburg, 4 maart 1956) was een Duits voetballer en oorlogsmisdadiger.

## Loopbaan

### Clubcarrière
Harder begon zijn carrière bij Hohenzollern Braunschweig en vertrok na een jaar naar Eintracht Braunschweig. In 1912 ging hij kort voor Hamburger FC 1888 spelen, maar keerde terug naar Braunschweig voor een jaar. In 1913 ging hij weer voor Hamburg FC spelen en bleef bij de club tot deze na een fusie het grote Hamburger SV werd. Tijdens de Eerste Wereldoorlog was hij ook een gastspeler bij Stettiner SC. Met HSV speelde hij in 1921/22 de eindronde om de landstitel. Hij scoorde drie keer in de eerste twee wedstrijden en speelde de finale tegen 1. FC Nürnberg. Beide clubs waren aan elkaar gewaagd en geen van hen kon winnen. Nadat de wedstrijd tijdens de verlenging werd stilgelegd vanwege de invallende duisternis kwam er een replay, ook deze bleef onbeslist en de wedstrijd werd gestaakt nadat bij Nürnberg twee spelers gekwetst werden en twee spelers van het veld gestuurd werden. HSV kreeg de titel toegewezen. Het volgende jaar kregen ze een herkansing. Nadat Harder al vier doelpunten maakte tegen SV Guts Muts Dresden en VfB Königsberg speelde hij de finale tegen SC Union 06 Oberschöneweide, waar hij ook een van de drie doelpunten maakte en zo de jonge fusieclub een eerste echte landstitel bezorgde.
Het volgende seizoen speelde de club voor het derde jaar op rij de finale, maar deze keer verloren ze van Nürnberg. Na een snelle uitschakeling in 1925 verloor de club in 1926 van Hertha BSC in de halve finale, met zes doelpunten was Harder wel topschutter van het eindrondetoernooi. In 1927 verloren ze na twee wedstrijden, maar maakte hij wel vier goals. In 1928 werd hij opnieuw landskampioen met de club en scoorde zeven keer in de eindronde, waarvan één keer in de finale tegen Hertha. Hij was op dat moment al 35 jaar. Hij was dat jaar nog steeds in topvorm, want in de reguliere competitie scoorde hij maar liefst twaalf keer tegen Wandsbeker FC. Ondanks zijn goede prestaties nam bondscoach Otto Nerz hem niet mee naar de Olympische Spelen, die destijds nog de status van een WK hadden.
Tussen 1914 en 1926 speelde Harder vijftien interlands en trof daarbij veertien keer doel. In zijn laatste vijf wedstrijden was hij aanvoerder en scoorde hij tien keer. In 1929 speelde HSV een galawedstrijd tegen de Uruguayaanse kampioen Peñarol en scoorde alle vier de doelpunten in de 4-2 overwinning. In 1931 vertrok hij naar Victoria Hamburg waar hij nog twee jaar speelde. In 1927 kwam er zelfs een film over hem uit, Der König der Mittelstürmer.

### Oorlogsverleden
In 1932 werd Harder lid van de NSDAP en in 1933 van de Schutzstaffel. In augustus 1939 werd hij bewaker van het concentratiekamp Sachsenhausen. In november werd hij overgeplaatst naar Neuengamme en vanaf april 1940 zat hij in het bestuur van dat kamp. Vanaf augustus 1944 was hij hoofd van het kamp Hannover-Ahlem. Op 30 januari 1945 werd hij nog bevorderd tot SS-Untersturmführer (tweede luitenant). Een Brits militair tribunaal veroordeelde hem op 16 mei 1947 als oorlogsmisdadiger tot vijftien jaar gevangenisstraf; dit werd later teruggebracht naar tien jaar. Tijdens zijn proces nam hij geen afstand van het nationaalsocialisme en pleitte hij niet schuldig.
Harder kwam vervroegd vrij met kerst 1951. Hij overleed in 1956 op 63-jarige leeftijd. Talrijke clubvertegenwoordigers van HSV woonden de begrafenis bij. Ter gelegenheid voor het WK 1974 publiceerde de Hamburgse Senaat een brochure, waarin Harder voorgesteld werd als rolmodel naast Uwe Seeler en Jupp Posipal. Dit werd een dag voor de distributie opgemerkt en de pagina werd uit alle 100.000 exemplaren verwijderd.